# Koreoniscus racovitzai
Koreoniscus racovitzai är en kräftdjursart som först beskrevs av Arcangeli1927.  Koreoniscus racovitzai ingår i släktet Koreoniscus och familjen Trachelipodidae. Inga underarter finns listade i Catalogue of Life.